# Зелёный Клин (Барнаул)
Зелёный Клин — упразднённый посёлок в Алтайском крае России. Входил в Затонского поссовета городского округа город Барнаул. Исключён из учётных данных в 1989 году.

## География
Располагался на южной оконечности так называемого бывшего Большого Казённого острова, образованного рекой Обь и старицой протоки Старая Обь, на противоположном берегу от Барнаул.

## История
Решением Алтайского КИКа от 23 октября 1989 года № 344/1 населённый пункт, исключён из учётных данных.